# زعنفيات الأقدام
زِعْنِفِيّات الأقدام (باللاتينية: Pinnipedia) مجموعة من الثدييات البحرية تشمل الفقمة وأسد البحر والفظ، يعيش في العديد من أرجاء العالم ولكنه يتركز في بعض مناطق بحر الشمال وغرينلاند في نصف الكرة الشمالي وفي بعض الجزر في نصف الكرة الأرضية الجنوبي ويوجد له عدة أنواع تميزها عن بعضها صفات عديدة. مثل خروف البحر وبقر البحر وهو نوع يعيش في المياه الدافئة مثل البحر الكاريبي وبعض أنهار أفريقيا وشواطئها بالإضافة إلى نوع يعيش في الأمازون. والعديد من فصائل الفقمات مهدد بالانقراض بسبب الصيد الجائر بسبب فروها ولاستخلاص الزيت من شحومها ولحمها. والتلوث أيضا يعدّ أحد أسباب انحسار أعدادها.

## غذاؤه
الأسماك والكائنات البحرية الصغيرة

## البنية الجسمية

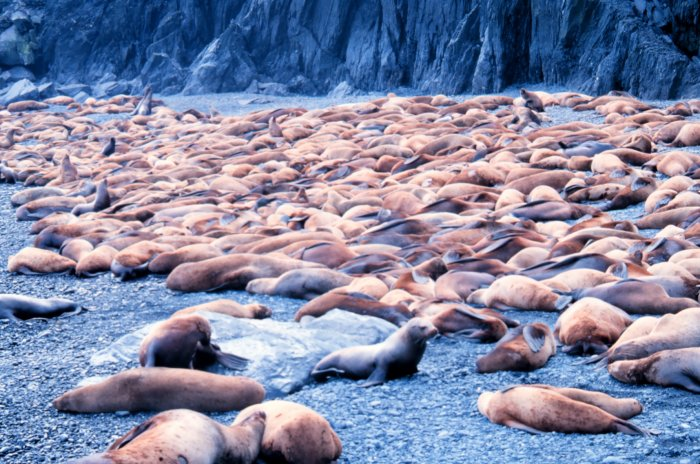

ذات جسم أملس وتتكيف أجسادها جيدا مع موطنها المائي، أطرافها عبارة عن زعانف كبيرة وتضيق أجسامها عند الذيل، أصغر عجل بحر يزن حوالي 30 كيلوغرامًا، تتميز الفقمة بوجود كمية كبيرة من الشحم تغلف جسمها مما يساعدها على تحمل الجو البارد. وللفقمة الذكر جسم أكبر من الفقمة الأنثى ولبعض أنواع الفقمة أنياب.

## مقالات ذات علاقة
- فظ.
- حيوانات الفقمة مهدددة بالخطر.
- صورة فقمة.
- صيد الفقمة